# Red Jordan Arobateau
Red Jordan Arobateau (15 de noviembre de 1943 – 25 de noviembre de 2021) fue un autor, dramaturgo, poeta y pintor estadounidense. Arobateau fue uno de los escritores más prolíficos de la literatura callejera (street lit) y un defensor de la erótica lésbica y transgénero.

## Biografía
Arobateau nació el 15 de noviembre de 1943 en Chicago, fue hijo único de un padre inmigrante hondureño cristiano y una madre de ascendencia afroamericana. Fue criado como mujer y su nombre de nacimiento era Suzanne Ilsa Robateau. Citando las políticas persecutorias del entonces alcalde Richard J. Daley, decidió dejar Chicago. Primero se trasladó a Nueva York y, en 1967, se estableció en San Francisco, donde vivió el resto de su vida, atraído por su cultura inclusiva hacia la comunidad LGBTQ+.

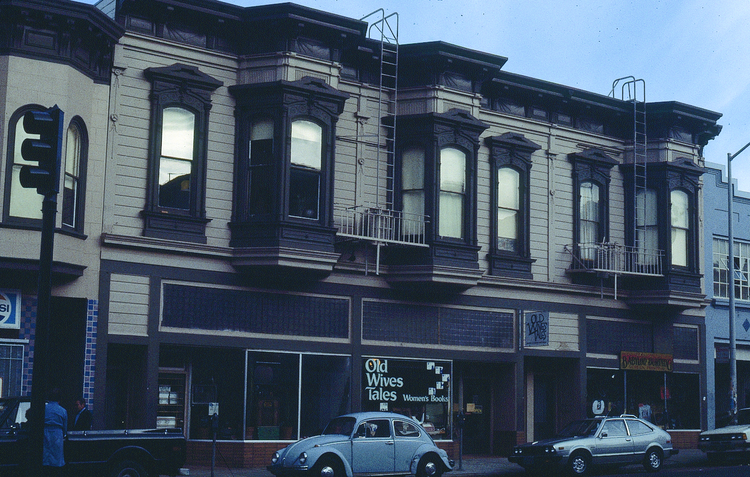
Old Wives' Tales, librería feminista en Mission Dolores, San Francisco, que vendía libros de Arobateau.

En 1969, Arobateau ayudó a fundar Gay Women's Liberation, una organización dedicada al activismo lesbofeminista. Enseñó defensa personal y karate a sus miembros. Antiguamente ateo, Arobateau se convirtió al cristianismo y se unió a la Iglesias de la Comunidad Metropolitana tras la muerte de su padre en 1973. Él dirigía una iglesia comunitaria en la que predicaba el evangelio. Su conversión alejó a algunos de sus amigos, preocupados por el auge del fundamentalismo cristiano en Estados Unidos.
Antes de que se publicara su cuento «Suzie Q» en la antología True to Life Adventure Stories de Judy Grahn, todas las editoriales independientes y LGBTQ+ a las que acudió habían rechazado su obra. Él atribuyó estos rechazos al contenido sexual explícito de sus textos, que en ese momento incluso editoriales feministas o queer consideraban inaceptable. Algunas de sus obras se publicaron en revistas como On Our Backs, pero en su mayoría se mantuvo como autor autopublicado.
En 1984, Arobateau apareció en el documental Before Stonewall de Greta Schiller, donde relató su vida y los desafíos que enfrentó antes de los disturbios de Stonewall de 1969. Se tomó una pausa de once años antes de publicar Lucy & Mickey en la década de 1990. Alrededor de esa época, Arobateau transicionó de género, se sometió a una cirugía de reasignación sexual y comenzó a identificarse como hombre trans. Su ensayo «Nobody's People», sobre la alienación social que sienten las personas de ascendencia racial mixta, incluido él mismo, fue incluido en la antología Daughters of Africa. Sus libros no se distribuyeron en Canadá hasta 2004 debido a las leyes de pornografía del país, que prohíbian la entrada de «material obsceno».
Falleció el 25 de noviembre de 2021 en San Francisco, a los 78 años; su servicio conmemorativo se realizó en la Catedral Grace el 27 de marzo de 2022.

## Legado
Arobateau fue uno de los primeros escritores y defensores de la literatura callejera, la literatura transgénero y la erótica lésbica. Un perfil de 2018 en Vice describió su contenido como «una escritura que ayudó a abrir el camino para representaciones inclusivas de la sexualidad negra». En su entrada para la Encyclopedia of Contemporary LGBTQ Literature of the United States, Emmanuel S. Nelson resumió que «podría decirse que Red Jordan Arobateau es el primer y probablemente el más prolífico escritor transexual de ascendencia afroamericana».
Según Shockley, los personajes que Arobateau retrató habían sido «en gran medida ignorados o pasados por alto en toda la literatura afroestadounidense por las escritoras negras». Según un artículo de Sexuality & Culture, Arobateau fue el primer autor en hacer mención del «semen» femenino en la literatura. Horton-Stallings atribuye al trabajo de Arobateau y Toni Newman la construcción de una teoría transgénero de la subjetividad que considera factores de «raza, cultura y placer», factores que, según ella, fueron ignorados por los modelos contemporáneos.
Registros y material archivístico, incluyendo las obras autopublicadas de Arobateau, fotografías, papeles personales, material audiovisual y artefactos se pueden encontrar en los Archivos Transgénero de la Universidad de Victoria ubicados en las Colecciones Especiales y Archivos Universitarios de la Universidad de Victoria en Canadá.